# Anguilla na Mistrzostwach Świata w Lekkoatletyce 2015
Anguilla na Mistrzostwach Świata w Lekkoatletyce 2015 – reprezentacja Anguilli podczas Mistrzostw Świata w Pekinie liczyła 1 zawodnika, który nie zdobył medalu.

## Występy reprezentantów Anguilli
| Konkurencja            | Zawodnik      | Runda 1  | Runda 1 | Półfinał | Półfinał | Finał    | Finał   |
| Konkurencja            | Zawodnik      | Rezultat | Pozycja | Rezultat | Pozycja  | Rezultat | Pozycja |
| ---------------------- | ------------- | -------- | ------- | -------- | -------- | -------- | ------- |
| Bieg na 200 m mężczyzn | Mauriel Carty | 22,63 SB | 52.     | NQ       | NQ       | NQ       | NQ      |